# Zlaté maliny za rok 1981
2. ročník Zlaté maliny za rok 1981 se konal 29. března 1982, aby se ocenilo to nejhorší, co filmový průmysl mohl v roce 1981 nabídnout. Ve stejný večer probíhal i 54. ročník udílení Oscarů.
James Coco, nominovaný za nejhoršího herce ve vedlejší roli za svůj výkon ve filmu Only When I Laugh, také získal nominaci na Oscara pro nejlepšího herce ve vedlejší roli za stejný výkon, což se neopakovalo, dokud v roce 1984 nebyla nominována dvojnásobná herečka ve vedlejší roli Amy Irvingová.

## Nominace a vítězové
Vítězové v dané kategorii jsou uvedeni tučně.
| Nejhorší film | Nejhorší režie |
| --- | --- |
| Drahá maminko (Paramount Pictures) - Endless Love (Universal Studios, PolyGram) - Nebeská brána (United Artists) - The Legend of the Lone Ranger (Universal Studios, Associated Film Distribution) - Tarzan, opičí muž (MGM, United Artists) | Michael Cimino – Nebeská brána - John Derek – Tarzan, opičí muž - Blake Edwards – Trhák - Frank Perry – Drahá maminko - Franco Zeffirelli – Endless Love |
| Nejhorší herec | Nejhorší herečka |
| Klinton Spilsbury – The Legend of the Lone Ranger jako the Lone Ranger/John Reid - Gary Coleman – Správná trefa jako Lester - Bruce Dern – Tattoo jako Karl Kinsky - Richard Harris – Tarzan, opičí muž jako James Parker - Kris Kristofferson – Nebeská brána a Bankovní převod jako James Averill a Hubbell Smith | Bo Derek – Tarzan, opičí muž jako Jane Parker (společně) Faye Dunawayová – Drahá maminko jako Joan Crawford (společně) - Linda Blair – Pekelná noc jako Marti Gaines - Brooke Shields – Endless Love jako Jade Butterfield - Barbra Streisand – Celou dlouhou noc jako Cheryl Gibbons                                                  |
| Nejhorší herec ve vedlejší roli | Nejhorší herečka ve vedlejší roli |
| Steve Forrest – Drahá maminko jako Greg Savitt - Billy Barty – Hotel Pod duhou jako Otto Krieling - Ernest Borgnine – Požehnání smrti jako Isaiah Schmidt - James Coco – Only When I Laugh jako Jimmy (taky nominace na Oscara) - Danny DeVito – Stát se opicí jako Lazlo | Diana Scarwid – Drahá maminko jako Christina Crawford (dospělá) - Rutanya Alda – Drahá maminko jako Carol Ann - Farrah Fawcett – Tajný závod jako Pamela Glover - Mara Hobel – Drahá maminko jako Christina Crawford (dítě) - Shirley Knight – Endless Love jako Ann Butterfield                                                       |
| Nejhorší nová hvězda | Nejhorší scénář |
| Klinton Spilsbury – The Legend of the Lone Ranger jako The Lone Ranger/John Reid - Gary Coleman – Správná trefa jako as Lester - Martin Hewitt – Endless Love jako David Axelrod - Mara Hobel – Drahá maminko jako Christina Crawford (child) - Miles O'Keeffe – Tarzan, opičí muž jako Tarzan | Drahá maminko – Frank Yablans, Frank Perry, Tracy Hotchner a Robert Getchell, podle knihy Christiny Crawford - Endless Love – Judith Rascoe, podle novely Scott Spencer - Nebeská brána – Michael Cimino - Trhák – Blake Edwards - Tarzan, opičí muž – Tom Rowe a Gary Goddard, na základě postav vytvořených Edgarem Rice Burroughsem |
| Nejhorší originální píseň | Nejhorší hudební počin |
| "Baby Talk" ze Chci jen syna – hudba David Shire; texty David Frishberg - "Hearts, Not Diamonds" ze Ctitel – hudba Marvin Hamlisch; texty Tim Rice - "The Man in the Mask" ze The Legend of the Lone Ranger – hudba John Barry; texty Dean Pitchford - "Only When I Laugh" ze Only When I Laugh – hudba David Shire; texty Richard Maltby, Jr. - "You, You're Crazy" ze Bláznivá dálnice – hudba a texty Frank Musker a Dominic Bugatti | The Legend of the Lone Ranger – John Barry - Heaven's Gate – David Mansfield - Thief – Tangerine Dream - Under the Rainbow – Joe Renzetti - Zorro, The Gay Blade – Ian Fraser |